# Iorgos Skalenakis
Iorgios Skalenakis (grec: Γιώργος Σκαλενάκης; Port Said, Egipte, 17 de maig de 1926 - Atenes, 14 de setembre de 2014) fou un director i actor grec.
Skalenakis es va graduar a l'Acadèmia de Cinema de Praga, on va ser company de classe del seu amic Milos Forman. Va ser escollida per la gran actriu grega Katina Paxinú per dirigir l'única pel·lícula que va protagonitzar en la seva llengua materna, To nisi tis Afroditis ("L'illa d'Afrodita"). Les pel·lícules més conegudes de I. Skalenakis són: Diplopeniés (1966) amb la que va participar al Festival Internacional de Cinema de Sant Sebastià 1966, Ah! Afti i gynaika mou (1967), Dama Spathi (1966) que va participar en la selecció oficial del Festival de Chicago de 1969, Epiheirisis Apollon (1968), Vyzantini rapsodia (1968) etc. Skalenakis també va treballar a la televisió grega, mentre que durant molts abys va exercir la direcció a l'Escola de Cinema Likurgos Stavrakos i durant 26 anys a l'Escola Veaki d'Art Dramàtic.
Va morir el 14 de setembre de 2014.

## Filmografia (parcial)
- To nissi tis Afroditis (1965)
- Diplopeniés (1966)
- Ah! Afti i gynaika mou (1967)
- Dama Spathi (1966)
- Epiheirisis Apollon (1968)
- Vyzantini rapsodia (1968)
- I teleftaia anoixi (sèrie de televisió, 1973)
- Naftikes istories (sèrie de televisió, 1978)
- O kanonieris kai i vendeta (sèrie de televisió, 1991)